# Steven De Geest
Steven De Geest (16 juni 1981) is een Belgisch voormalig voetballer van Rwandese afkomst die doorgaans als rechtsachter speelde. 

## Carrière
De Geest werd geboren in Rwanda, maar werd als kind geadopteerd door een Belgisch koppel. De Geest sloot zich in 1990 aan bij de jeugdwerking van Sporting Lokeren, waar hij in 1998 overging naar het eerste elftal. Hij bleef tot januari 2004 bij de eersteklasser, op een uitleenbeurt aan KV Mechelen na. De Geest zette vanaf dan zijn carrière voort in de lagere reeksen: bij Eendracht Opstal, KSV Bornem, Verbroedering Meldert, Eendracht Zele en VK Nieuw Beervelde.